# Resolució 2405 del Consell de Seguretat de les Nacions Unides
La Resolució 2405 del Consell de Seguretat de les Nacions Unides fou adoptada per unanimitat el 8 de març de 2018. El Consell va ampliar el mandat de la Missió d'Assistència de les Nacions Unides a l'Afganistan (UNAMA) per un any més fins al 17 de març de 2019. Alhora que, coincidint amb el Dia Internacional de la Dona, va posar èmfasi en el paper de les dones en les missions de pau.
El Consell va decidir que la UNAMA i el Representant Especial del Secretari General coordinessin els esforços civils internacionals, en plena cooperació amb el govern de l'Afganistan, particularment en el suport al procés de pau de l'Afganistan, liderat pels afganesos, i els preparatius per a les eleccions parlamentàries i municipals del 2018 i les eleccions presidencials el 2019. També va reiterar la seva preocupació pels atacs dels talibans, la xarxa Haqqani, Al Qaeda i afiliats d'Estat Islàmic (ISIL/Da'esh) i va demanar a tots els Estats que reforcessin la seva cooperació en matèria de seguretat.